# Chatilkuei
Chatilkuei (Kod Gatscheta Tcha tilkuei), jedna od bandi Atfalati Indijanaca, porodica Kalapooian, koji su u prvoj polovici 19. stoljeća živjeli oko 5 milja (8 km) zapadno od nekadašnjeg jezera Wapato Lake, na području današnjeg okruga Yamhill u Oregonu.